# Wieland Gruppe
Die Wieland-Werke AG ist die Konzernobergesellschaft der Wieland Gruppe, einem Hersteller von Halbfabrikaten aus Kupfer und Kupferlegierungen mit Sitz in Ulm.
Die Unternehmensgruppe ist in diverse Unternehmensbereichen (z. B. Rolled Products, Extruded Products, Engineered Products, Thermal Solutions und Recycling) organisiert. Werke befinden sich in Asien, Europa und den USA.
Die Historie reicht bis 1820 zurück. Im Laufe der Jahre beteiligten sich zahlreiche Kinder und Enkel von Philipp Jakob Wieland am Unternehmen.
Anfang 2006 hat ein Unternehmen der Schwenk-Gruppe mitgeteilt, dass ihr eine Mehrheitsbeteiligung an der Wieland-Werke AG gehört. Die Wieland-Werke sind damit dem Einflussbereich der Familie Schleicher zuzuordnen.
In den Stammwerken Ulm und Vöhringen (Landkreis Neu-Ulm) sind über 4000 Mitarbeiter beschäftigt.

## Geschichte

### Gründung
1820 übernahm Philipp Jakob Wieland die Kunst- und Glockengießerei seines Onkels in der Ulmer Rosengasse. Ab 1828 spezialisierte er sich auf die Fabrikation von Blechen und Drähten, um 1900 wurden dann auch Stangen, Rohre und Profile gefertigt. 1865 produzierte das Unternehmen im neuen Werk in Vöhringen, unter Nutzung der Wasserkraft der Iller.
Philipp Jakob Wieland gründete 1834 eine Fabrik-Krankenkasse, welche später als Wieland BKK firmierte und 2022 mit der BKK VerbundPlus fusionierte. Seine Fürsorge galt auch den Familien und Angehörigen seiner Fabrikarbeiter. Er errichtete Arbeiterhäuser, die noch heute am Rande des Vöhringer Werkes existieren sowie „Hygienische Einrichtungen“, d. h. eigene Badeanstalten mit Wannen und Brausen. In Ulm wurde um 1900 eine Kinderkrippe eingerichtet, um der hohen Säuglingssterblichkeit entgegenzuwirken. Die Krippe befand sich unter dem Protektorat von Königin Charlotte, im Vorstand der Krippe war die Frau des Fabrikanten Max Wieland.
Das Unternehmen wurde überregional bekannt. 1844 war Wieland auf der Leipziger Messe und 1867 auf der Weltausstellung in Paris vertreten.
1901 nahm das Unternehmen die erste Strangpresse in Betrieb, die völlig neue Prozesse und Abläufe ermöglichte. Anfang des 20. Jahrhunderts profitierte Wieland von einer stetig steigenden Nachfrage. Das Angebot wurde durch Übernahmen ausgebaut, etwa der Schwarzwälder Messingwerke, ein wichtiger Zulieferer der Uhrenindustrie.
1919 wurde aus der OHG die Wieland-Werke AG. Die Entwicklung neuer Techniken und Maschinen sowie der Kauf weiterer Werke folgten.

### Zweiter Weltkrieg
In der Zeit der nationalsozialistischen Herrschaft nahm das Unternehmen das Aluminiumwalzen in sein Programm. Die entsprechenden Produkte kamen beim Flugzeugbau zum Einsatz. Das Unternehmen war auf diese Weise in die NS-Rüstungswirtschaft eingebunden, profitierte in erheblichem Umfang von Rüstungsaufträgen und wurde als „NS-Musterbetrieb“ ausgezeichnet. Die Unternehmensleiter waren seit 1933 beziehungsweise 1938 Mitglieder der NSDAP. Ab 1941 kam als Kriegsbeute eine Strangpresse aus Frankreich, vormals im Eigentum der „Compagnie française des metaux“, zum Einsatz. Sie wurde in das ab 1940 hochgezogene neue „Presswerk 2“ in Vöhringen integriert. Wieland griff nach Beginn des Zweiten Weltkrieges an allen Unternehmensstandorten auf Fremd- und Zwangsarbeiter zurück. Allein in Vöhringen und Ulm waren es 2161, die Mehrzahl von ihnen kam aus der Sowjetunion.
1945 war das Werk Ulm durch Bombenschäden größtenteils zerstört. Im Vöhringer Werk wurden einzelne Produktionsanlagen demontiert. Nach dem Wiederaufbau erweiterte das Unternehmen in den 1950er und 1960er Jahren seine Fertigungskapazitäten und baute eine weltweite Fertigungs- und Vertriebsorganisation auf. Heute besteht die Wieland Gruppe aus ca. 60 Gesellschaften (Produzierende Werke, Schneidcenter und Handelsunternehmen) in 40 Ländern.

### Nachkriegszeit bis heute
Die Europäische Kommission hat nach der Fusionskontrolle am 6. Februar 2019 die geplante Übernahme der Walzproduktsparte des deutschen Kupferproduzenten Aurubis und des Gemeinschaftsunternehmens Schwermetall Halbzeugwerk durch Wieland untersagt.
Im Juli 2019 übernahm die Wieland Gruppe den amerikanischen Hersteller und Händler von spezialisierten Nicht-Eisenprodukten Global Brass and Copper Holdings, Inc.
Im Jahr 2000 beteiligte sich Wieland finanziell an dem von der deutschen Bundesregierung initiierten Entschädigungsfonds Erinnerung, Verantwortung und Zukunft.
2022 errichtete die Wieland Gruppe zusammen mit der Stadt Ulm und dem Kommunalverband für Jugend und Soziales Baden-Württemberg die Kindertagesstätte Kupfernest am Standort in Ulm.
2023 kehrten die baden-württembergischen Standorte der Wieland-Werke AG in die Tarifbindung der IG Metall zurück.

## Wirtschaftsdaten
|                 | 2014/15 | 2015/16 | 2016/17 | 2017/18 | 2018/19* | 2019/20   | 2020/21 | 2021/22 | 2022/23 | 2023/24 |
| --------------- | ------- | ------- | ------- | ------- | -------- | --------- | ------- | ------- | ------- | ------- |
| Umsatz (Mrd. €) | 2,78    | 2,55    | 3,02    | 3,38    | 4,50     | 3,90      | 5,35    | 6,70    | 6,30    | 5,98    |
| Mitarbeiter     | 6.780   | 6.658   | 6.631   | 6.680   | 8.993    | ca. 8.000 | 7.973   | 8.800   | 9.400   | 9.616   |

*GJ 2018/2019 Pro forma Finanzwerte der Wieland Group inklusive Global Brass and Copper